# نظام إدارة حزم دبيان
نظام إدارة حزم دبيان (بالإنجليزية: dpkg) برنامج يعمل كقاعدة لنظام دبيان لإدارة الحزم. dpkg يستخدم لتثبيت وحذف وجلب معلومات عن حزم .deb.
أداة ذات مستوى منخفض؛ الأدوات ذات المستوى الأعلى مثل أبت، تستخدم لجلب الحزم من مواقع خارجية أو تتعامل مع العلاقات المعقدة للحزم. المستخدمون النهائيون من المستحب لهم أن يستخدموا أدوات مثل سينابتك أو أبتيتيود، حيث أن مثل هذه البرمجيات تقدم طرق أكثر تطوراً للتعامل مع الحزم وتقدم واجهة سهلة التعامل.

## تاريخ
أنشئ ديبكج أصلا بواسطة ماث ويلز لينكس كارل ستريتر لينكس وإيان موردوك، أولا بوصفه برنامج بيرل، ثم قام إيان جاكسون في وقت لاحق بإعادة كتابة جزءٍ كبيرٍ منه بلغة السي، في عام 1993. وكان الاسم ديبكج في البداية (بالإنجليزية: dpkg) اختصارًا لـ «حزمة دبيان : Debian package» لكن سرعان ما أصبح هذا الاسم يدل على معنى كبير، وأصبح دبكج برنامج يتعامل مع الحزم التي امتدادها ديب.

## أمثلة على الاستخدام
الاداة dpkg تستخدم لتنصيب الحزم ذات المتداد .deb وفيما يلي بعض الامثلة على طريقة استخدام الاداة:
ملاحظة: في الامثلة التالية لينكس ضع مكان "packagename" اسم الحزمة.
- تنصيب حزمة:

```
dpkg -i 
packagename
```

- عرض جميع الحزم المثبتة على النظام:

```
dpkg -l
```

- حذف حزمة:

```
dpkg -r 
packagename
```

- حذف حزمة وملف الاعدادات

```
dpkg -purge 
packagename
```

- عرض معلومات عن الحزمة

```
dpkg—print-avail 
packagename
```